# تفتة
التَفْتة هي قماش ناعم أملس سادة مصنوع من الحرير أو رايون الكوبرامونيوم أو أسيتات السليولوز أو البوليستر.

## التسمية
التفتة كلمة فارسية تعني "حرير" أو "كتان".